# Serra do Curral

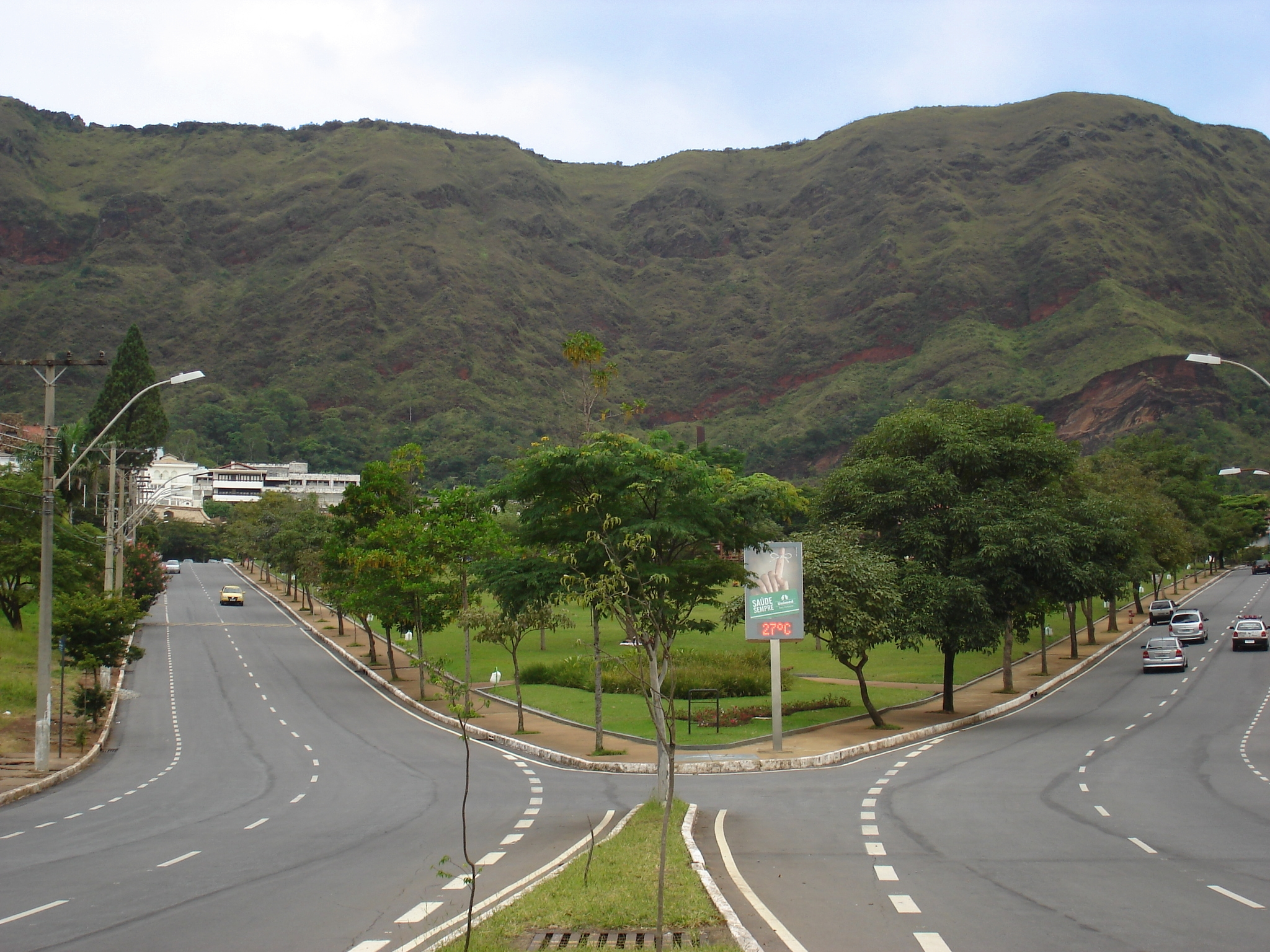
Vista da serra do Curral próxima à Praça do Papa

A Serra do Curral integra o maciço da serra do Espinhaço. É o limite sul do município de Belo Horizonte. Seu nome alude a "Curral del Rei", primitiva designação da localidade onde foi erigida em 1897 a capital de Minas Gerais, Belo Horizonte.
Sua flora é bastante diversificada, variando, em gradientes, de áreas de campo rupestre (cotas mais altas), passando pelo cerrado até remanescentes da Mata Atlântica.
A seus pés estende-se o bairro Mangabeiras. A Serra do Curral está abrangida na área de proteção ambiental do Parque Municipal das Mangabeiras e Parque da Serra do Curral.
Sua altitude média varia de 1.100 a 1.350 metros, sendo que o ponto culminante se encontra no Pico Belo Horizonte a uma altitude de 1.390 metros. A partir de 1955, passou a abrigar a torres de transmissão de televisão, sendo a primeira antena a da TV Itacolomi.

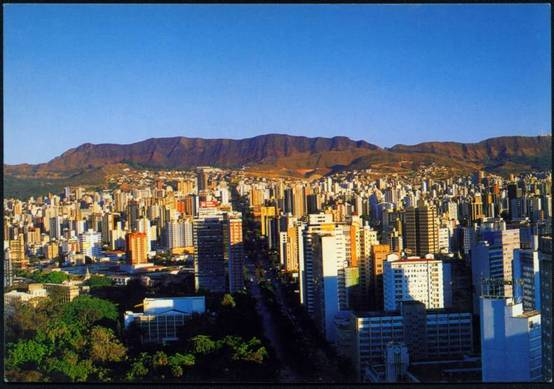
Vista parcial avenida Afonso Pena e Serra do Curral, 1999. Acervo: Museu Histórico Abílio Barreto

Foi escolhida em 1995 como símbolo de Belo Horizonte em um plebiscito. Concorriam juntamente com a serra a Igreja de São Francisco de Assis e a Lagoa da Pampulha.

## Origem do nome
A história da Serra do Curral se entrelaça com a própria fundação de Belo Horizonte. Antigamente, a área era utilizada para a criação de gado, e a formação rochosa natural assemelhava-se a um curral, dando origem ao nome que persiste até hoje. Mais do que um mero acidente geográfico, a Serra do Curral é um símbolo histórico e ambiental da capital mineira.

## Aspectos geográficos
A Serra do Curral pertence à única cordilheira do Brasil, a Serra do Espinhaço. Com a maior altimetria da capital mineira – cerca de 1.350 metros – a Serra do Curral é responsável por preservar diversas nascentes dos rios e córregos que banham a capital como o Córrego da Serra e o Córrego Acaba Mundo.
A Serra do Curral apresenta formação ambiental típica da faixa de transição da Mata Atlântica para o Cerrado e, com isso, preserva uma grande fauna e flora dos dois biomas tipicamente brasileiros.
Sua composição rochosa é composta por itabiritos e hematitas localizadas no topo da montanha por serem rochas mais resistentes ao intemperismo. Na parte mais baixa da serra a maior presença é de dolomito, rocha sedimentar mais frágil que as presentes no topo da serra. 

## Importância da Serra do Curral para ocupação do território

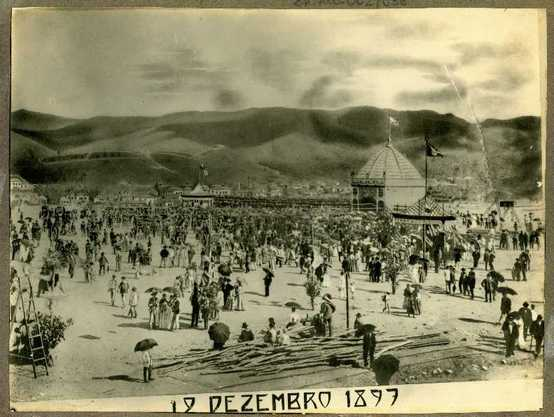
Festa inaugural da nova capital, 1897. Acervo: Museu Histórico Abílio Barreto

Antes de se pensar na construção da capital moderna e da formação do Arraial do Curral del Rei, a Serra do Curral já era importante para populações indígenas que se fixaram no sopé da Serra devido à quantidade de nascentes presentes na região importantes para a irrigação da agricultura.
Durante o período da exploração aurífera, os bandeirantes e tropeiros vindos do litoral do Brasil se localizavam através da Serra. Esta era um marco geográfico que sinalizava a chegada à Sabarabuçu, região com grande exploração do ouro de aluvião. Com isso, a Serra do Curral faz parte da Estrada Real, caminho que a população na época colonial fazia para chegar às pedras preciosas.
Abílio Barreto escreveu em seu livro “Memória Histórica e Descritiva de Belo Horizonte” que a Serra foi considerada uma barreira contra os ventos frios do Sul e quentes do Norte, o que seria ideal para o alojamento da população do Arraial do Curral del Rei.
Além de servir como barreira das correntes de ar, o sopé da Serra era usado como área de lavoura devido ao seu terreno fértil (as rochas sedimentares são importantes para repor minerais para as plantações) e com nascentes responsáveis pela irrigação do plantio.

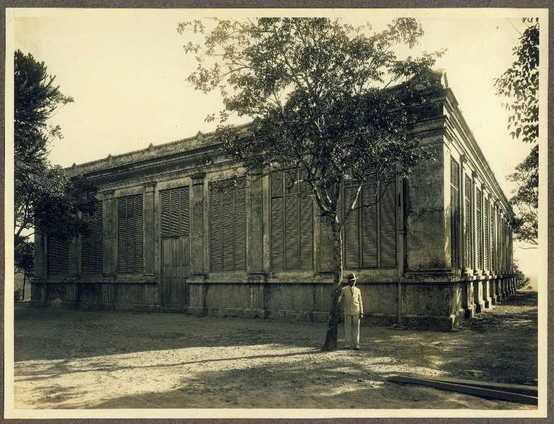
Reservatório d’água na Serra. 1929. Acervo: Museu Histórico Abílio Barreto

Quando a região do Arraial foi escolhida para sediar a nova capital de Minas, o engenheiro chefe da Comissão Construtora da Nova Capital, Aarão Reis, não desmereceu a Serra do Curral e a usou como referência de ocupação e limite para planejar a construção da cidade.
A Comissão Construtora aproveitou muito dos córregos com nascentes na Serra para a instalação de reservatórios de água para suprir as necessidades básicas dos moradores. A foto a seguir, presente no acervo do Museu Histórico Abílio Barreto, mostra um reservatório de água que capta água das nascentes da Serra do Curral. O edifício é tomado pelo Conselho Deliberativo do Patrimônio Cultural do Município de Belo Horizonte e o reservatório está em funcionamento desde sua inauguração em 1897. Atualmente compõe o Parque Amilcar Vianna Martins, no bairro Cruzeiro.

## Extração
Com a maioria do solo revestido por minério de ferro e calcário e com grande número de árvores para extração de madeira, a Serra do Curral começou a ser explorada antes mesmo da fundação de Belo Horizonte. Inicialmente, o material retirado serviu para a construção dos primeiros prédios públicos presentes na inauguração da capital em 1897.
A remoção do minério de ferro começou na década de 1960 pela empresa Ferrobel, sociedade de economia mista criada pela Prefeitura de Belo Horizonte. Com a primeira instalação de mina de ferro, novas empresas se alocaram na região visando lucros da mineração. Foi o caso da Companhia Vale do Rio Doce (atual Vale S.A.) que realizou a instalação da Mina de Águas Claras nos primeiros anos da década de 1970. Segundo estudos feitos, foram retiradas, em média, 14 milhões de toneladas de minério de ferro por ano, até sua desativação em 2002.

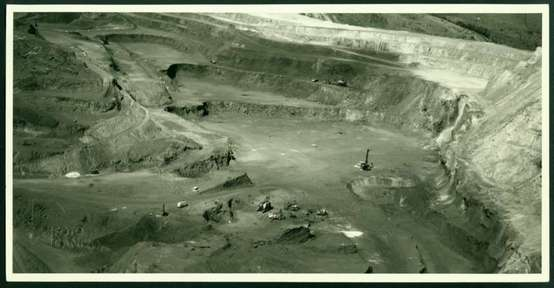
Escavações de minério de ferro, 1974. Acervo: Museu Histórico Abílio Barreto

Outras empresas mineradoras também exploraram a Serra, como a Empabra (Empresa de Mineração do Pau Branco) e a MBR (Minerações Brasileiras Reunidas) no final da década de 1970.

Além da retirada de minério de ferro, a mineradora Companhia Vale do Rio Doce tentou interferir na Serra criando uma linha ferroviária ligando a Mina de Águas Claras até Ibirité para facilitar o transporte da carga extraída na capital. Tal situação gerou a primeira denúncia relatada sobre problemas ambientais que poderiam trazer danos à Serra do Curral, que ocorreu no ano de 1973. Mesmo com a denúncia, a obra foi feita e resultou em um rebaixamento de 100 metros da linha do horizonte onde hoje se localizam os bairros Mangabeiras e Serra.
As nascentes dos rios presentes na serra também foram afetadas pela extração mineral. Para limpar os resíduos vindos da mineração, as empresas usavam as águas dos rios e aproveitavam o leito para escoar os rejeitos. Esse movimento afetou o abastecimento de água da região do Taquaril, já que a água não vinha mais limpa da nascente.

## Habitações na Serra do Curral
O plano de construção de Belo Horizonte previa a existência de três zonas: urbana, suburbana e rural. Enquanto a área urbana seria a concentradora de serviços, comércios e residências, a suburbana seria destinada à instalação de chácaras, que poderiam abastecer a cidade, além de desenvolver pequena produção de subsistência, e a zona rural era composta por pequenas lavouras que abasteciam a cidade.
Várias chácaras foram construídas nas proximidades da Serra do Curral durante a década de 1910, responsáveis pela produção agrícola. Com o passar dos anos, as lavouras foram sendo substituídas por casas e mudando totalmente os bairros próximos à Serra do Curral.
Com terreno acidentado, a área também foi alvo de ocupações ainda na primeira metade do século XX com a formação de várias favelas, a exemplo da Pindura Saia e Pombal – duas vilas situadas no que viria a se tornar o prolongamento da Avenida Afonso Pena. Da mesma forma, uma série de vilas se formou mais a leste, como a Cafezal, a Marçola e outras que, com seu desenvolvimento, passaram a compor o chamado Aglomerado da Serra, o mais populoso da capital mineira.
Enquanto este conjunto se desenvolveu e permanece até os dias atuais, as vilas Pindura Saia e Pombal foram alvo de ações de desfavelamento do poder público na passagem dos anos 1960 para 1970, com a justificativa da implantação de uma série de equipamentos urbanos a exemplo do Mercado Distrital do Cruzeiro, a Universidade FUMEC e dos clubes Ginástico e Minas Tênis Clube II. A memória da remoção dessa população pobre da região é narrada na obra “Becos de Memória” da escritora belorizontina Conceição Evaristo.
A partir da metade do século XX, as mudanças na região foram drásticas. A especulação imobiliária se voltou à região sul da cidade, com planos de construção de prédios voltados às classes altas e médias de Belo Horizonte, beneficiada por obras públicas, como aquelas decorrentes das ações de desfavelamento.
Os anos 1960 a 1990 marcam avanços da especulação imobiliária sobre a Serra do Curral. O primeiro deles se deu de forma irregular, com a instalação de residências e outras construções em áreas não aprovadas que dariam origem ao bairro Mangabeiras. Na década de 1990, foi a vez de polêmica aprovação do Belvedere III, que autorizou a verticalização na área adjacente à Serra do Curral. A região teve valorização na compra de casas e teve que seguir algumas ordens ambientais já que, por ser próximo à Serra, a altura dos prédios não podia exceder a linha do horizonte. Os prédios construídos não respeitaram também o solo da Serra que é constituída principalmente por calcário, rocha sedimentar que facilita desmoronamentos com o peso das habitações.
As ordens ambientais impostas não foram cumpridas pelas 11 empresas que alteraram a visibilidade da Serra do Curral. O Ministério Público de Minas Gerais aprovou o processo de indenização ao IPHAN pago pelas imobiliárias que desacataram a lei de tombamento da Serra e o Plano Diretor de Belo Horizonte.

## Serra do Curral como área verde
Em paralelo aos impactos contra o meio ambiente, ações a favor da preservação da Serra começaram a ser feitas ainda em 1930 com a criação do Jardim Botânico na Fazenda do Baleia.
Para preservar ainda mais a linha do horizonte criada pela altimetria da Serra do Curral, o Instituto de Patrimônio Histórico e Artístico Nacional (IPHAN) decretou, em 1960, pelo Livro Arqueológico, Etnográfico e Paisagístico o tombamento do conjunto paisagístico e da parte mais nobre da serra localizada na região onde hoje fica a Praça Israel Pinheiro. Em 2021, um abaixo assinado com mais de 72 mil assinaturas entregue à então vereadora Duda Salabert (PDT) pede o tombamento de toda a área da Serra para barrar as mineradoras que ainda realizam a extração em algumas partes da montanha. O prefeito da gestão 2022 - 2024, Fuad Noman decretou, no dia seis de Junho de 2022, a criação do corredor ecológico Espinhaço – Serra do Curral que promove a conservação da flora e da fauna da Serra do Curral, protege as nascentes presentes na área e traz visibilidade para o tombamento da área que “contempla o conjunto paisagístico-cultural da Serra do Curral.

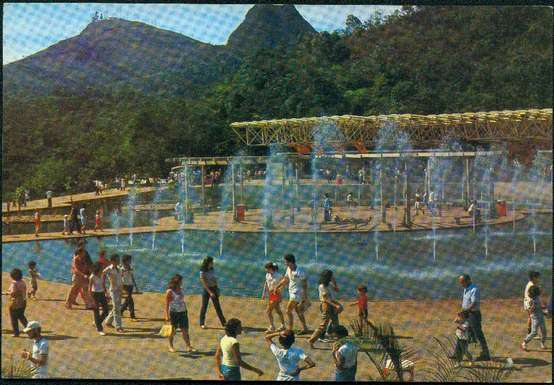
Parque das Mangabeiras, 1985. Acervo: Museu Histórico Abílio Barreto

Com o fim das explorações da mineradora Ferro Belo Horizonte (Ferrobel) em 1980, a região onde estava instalada a mina foi totalmente reflorestada e inaugurou-se, em 1982, o Parque das Mangabeiras com finalidade de preservação das nascentes da região e a criação de mais uma área de recreação para as famílias de Belo Horizonte.
Em 2008, começou a ser elaborada a criação do Parque da Serra do Curral com atrativos de trilhas e mirantes dos lugares mais altos da cidade e expandindo a área de preservação da Serra do Curral.
Tanto o Parque das Mangabeiras quanto o Parque da Serra do Curral são administrados pela Fundação de Parques Municipais, criada em 2005.